# Chester Barnard
Chester Irwing Barnard (ur. 7 listopada 1886 w Malden, zm. 7 czerwca 1961 w Nowym Jorku) – amerykański praktyk i teoretyk zarządzania.

## Życiorys
Przez 40 lat był kierownikiem The Bell Telephone Company, a później prezesem New Jersey Bell. Jego książka The Functions of the Executive (1938) wywarła duży wpływ na naukę organizacji i zarządzania. Była to bowiem jedna z pierwszych prób zbudowania kompleksowej teorii organizacji – pokazania empirycznej rzeczywistości organizacji.
Według C.I. Barnarda praca miała przede wszystkim stworzyć kompleksową teorię współdziałania w organizacjach formalnych. Autor poddał w szczególności badaniu:
1. Istotę organizacji. Dla C.I. Barnarda organizacja to przede wszystkim system świadomie koordynowanych czynności lub wysiłków dwu lub więcej osób. Sprawą najważniejszą dla funkcjonowania organizacji jest więc to w jaki sposób współpraca jest pobudzana. Zapewnienie gotowości współpracy wymaga gospodarki zachęt:
  - oferowania zachęt obiektywnych (pieniądze, prestiż, władza);
  - wpływania na subiektywne postawy (motywy) pracowników poprzez perswazję;
2. Skuteczność i sprawność organizacji